# Fernand Jeitz
Fernand Jeitz (Lussemburgo, 29 settembre 1945) è un allenatore di calcio ed ex calciatore lussemburghese, di ruolo difensore.

## Carriera

### Giocatore

#### Club
Ha totalizzato 314 presenze nella massima serie francese con la maglia del Metz, indossando per cinque stagioni la fascia di capitano dei Grenats e figurando al quarto posto nella classifica di presenze complessive della squadra. Conclusa la carriera professionista a causa di un infortunio al tendine d'Achille, tornò al club di provenienza dell'Aris Bonnevoie, ricoprendo per alcuni anni il ruolo di allenatore-giocatore.
Nel corso della sua carriera ha inoltre partecipato a 10 incontri di coppe europee, disputando in particolare 4 incontri di Coppa dei Campioni nel primo periodo della sua carriera.

#### Nazionale
Fra il 1965 e il 1973 ha totalizzato 35 presenze con la nazionale lussemburghese, disputando in particolare 12 incontri valevoli per le qualificazioni ai Mondiali.

## Palmarès
- Campionato lussemburghese: 2

1963-64, 1965-66
- Coppa del Lussemburgo: 1

1966-67